# تونی
تونی خلاصه‌شدهٔ آنتونی و آنتونیو و نامی کوچک برای مردان است.
افراد شاخص با ابن نام از این قرارند:

## شخصیت‌های ورزشی
- آنتونیو ژوزه کونسیسائو اولیویرا مشهور به «تونی»، مربی پرتغالی سابق باشگاه فوتبال تراکتورسازی تبریز.
- لوکا تونی بازیکن فوتبال اهل ایتالیا.
- آنتونیو کاروالیو بازیکن فوتبال اهل برزیل، هافبک استقلال تهران
- تونی پارکر، بسکتبالیست اهل فرانسه، متولد بلژیک از پدری آمریکایی و مادری هلندی.
- تونی کروس، بازیکن فوتبال اهل آلمان است که در باشگاه فوتبال رئال مادرید بازی می‌کند.

## شخصیت‌های هنری
- تونی اسکات، کارگردان فیلمهای اکشن سینمایی و تلویزیونی، اهل انگلستان.
- تونی کرتیس، بازیگر اهل آمریکا.
- تونی آیومی، آهنگساز و گیتاریست اهل انگلستان است.
- تونی رامبولا، آهنگساز و ترانه‌سرا، اهل آمریکا ست.
- تونی مهفود، مدل اهل کشور آلمان است.

## سیاستمدار
- تونی بلر، نخست وزیر سابق انگلستان.

## نویسنده
- تونی موریسون نویسنده و فمینیست اهل آمریکا است.

## شخصیت مذهبی
- محمدحسین فاضل تونی، فقیه مجتهد و استاد فلسفه، منطق و ادبیات عرب در دانشگاه تهران بود.
- ملا عبدالله فاضل تونی، عارف، فقیه و دانشمند سده‌های دهم و یازدهم هجری بود.